# Gottfried-Arnold-Gymnasium Perleberg
Das Gottfried-Arnold-Gymnasium in Perleberg wurde 1991 gegründet und ist seit 2005 eine offene Ganztagsschule. Im Jahr 2008 wurde der Schule der Titel Schule ohne Rassismus – Schule mit Courage verliehen. Die Bildungseinrichtung ist in zwei Gebäuden untergebracht, die beide Baudenkmale sind. Die Schule hat einen Schulchor, einen Förderverein und eine Schülerzeitung. Die Schule sticht zudem durch ihre demokratischen Strukturen besonders heraus.

## Geschichte

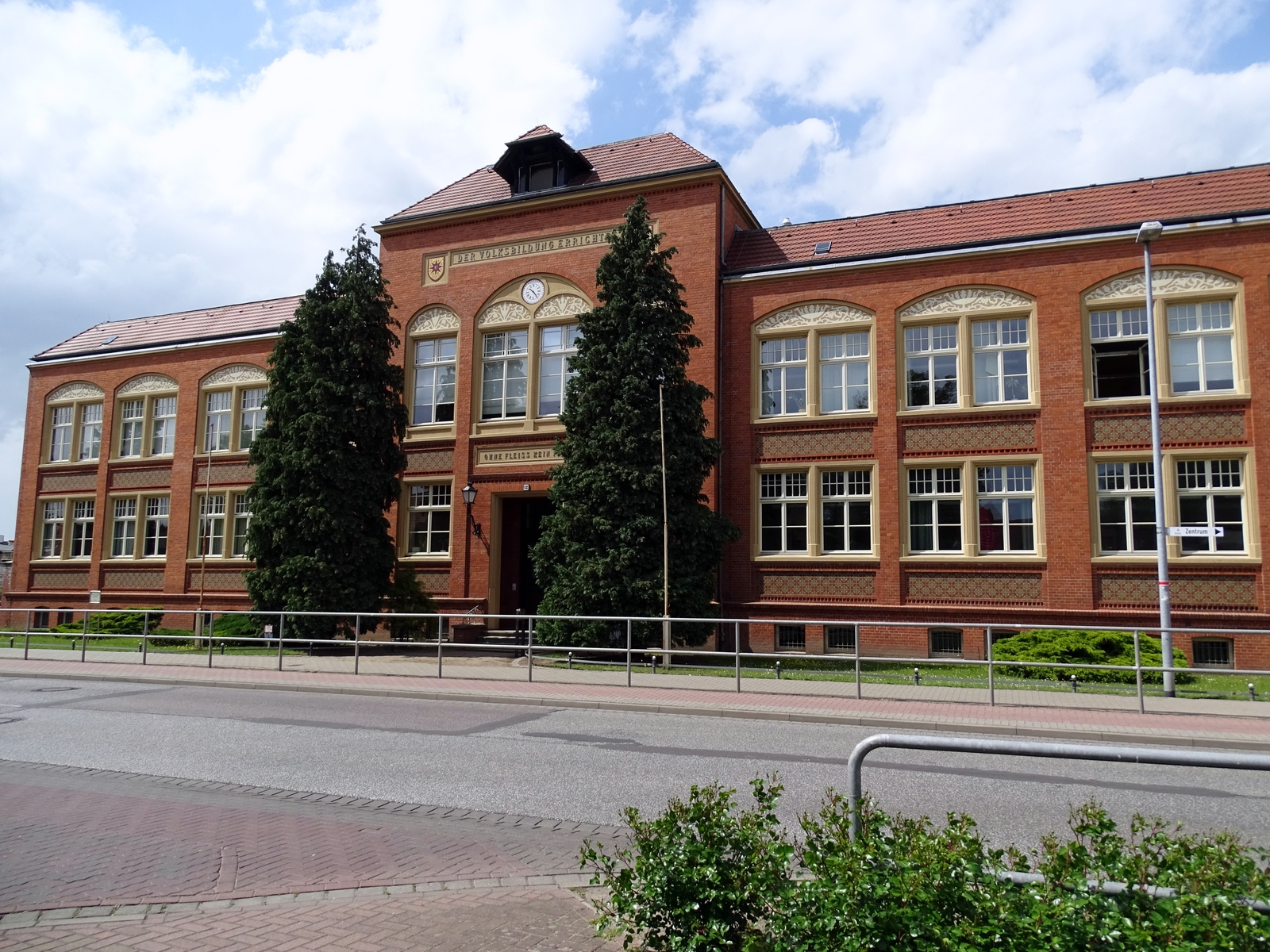
Haus II in der Wilsnacker Straße für die Sekundarstufe 1 (Klassen 7–10)

Am 21. August 1991 fand die symbolische Schlüsselübergabe der Bauunion AG Schwerin an Hartmut Schneider, Direktor des Gymnasiums, statt. Bereits im Januar versuchte Schneider die Versammlung der Stadtverordneten von einem Gymnasium in Perleberg zu überzeugen. Im Juni 1993 gab es schließlich das erste Abitur in Perleberg seit elf Jahren. Benannt ist die Schule nach dem Theologen und Philosophen Gottfried Arnold (1666–1714), der in enger Verbundenheit zu Perleberg steht.
Zusammen mit der Kreismusikschule Prignitz stellte das Gottfried-Arnold-Gymnasium 2019 das Musical Becky Sharp zur 780-Jahr-Feier von Perleberg auf die Beine. Bereits 2001 wurde ein Schulmusical mit dem Namen „Joseph“ aufgeführt. 2004 folgte das Musical Rats und 2014 Linie 1.
Die Schule hat einen Förderverein mit ca. 120 Mitgliedern und eine eigene Schülerzeitung, die GAG Times. Die Schülerzeitung veröffentlicht ihre Berichte ausschließlich online. Die Redaktion besteht zurzeit aus einem Chefredakteur, zehn Redakteuren und zwei freien Mitarbeitern. Des Weiteren existiert seit 1991 ein Schulchor an der Schule.
Im Schuljahr 2018/2019 unterrichten 29 Lehrer am Gymnasium. Es gibt insgesamt um die 320 Schüler.
Das Gymnasium nimmt regelmäßig an dem Wettbewerb „Jugend trainiert für Olympia“ teil. 2015 wurde dabei in der Kategorie „Leichtathletik“ das Bundesfinale erreicht.

### Geschichte des Hauptgebäudes

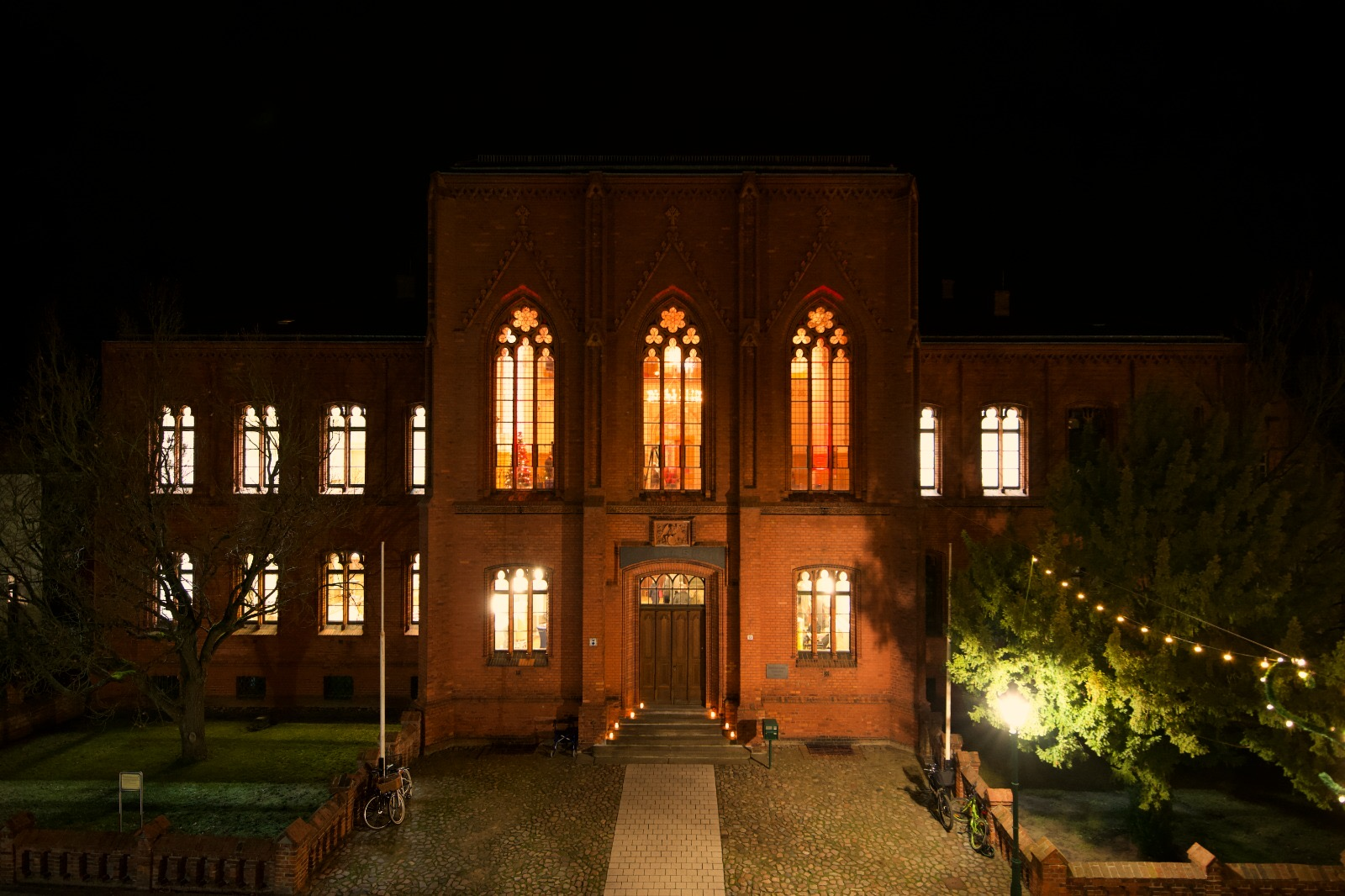
Das Hauptgebäude, Haus I, des Gottfried-Arnold-Gymnasiums während des Weihnachtskonzertes 2019.

Zum 20-jährigen Jubiläum des Gymnasiums wurde die Geschichte vom Haus I der Schule in der Puschkinstraße 13 näher erforscht. Demnach entstand 1864 ein Realgymnasium erster Ordnung mit begrenzter Berechtigung zum Studium. Ein paar Jahre später, um 1882, wurde die Schule in „Königliches Realgymnasium“ umbenannt. Zur selben Zeit trat die Stadt Perleberg die Trägerschaft an die Landesregierung der Mark Brandenburg ab. 1909 entstand ein Reform- bzw. Realgymnasium, als Folge wurde der Name der Schule geändert.
In den Jahren 1933/34 gab es einen kurzzeitigen Zusammenschluss mit dem Lyzeum zur Einsparung von Kosten. Diese bewährte sich allerdings nicht und der Zusammenschluss wurde wieder rückgängig gemacht. Zum Ende des Zweiten Weltkriegs zog das Reform- bzw. Realgymnasiums ins Lyzeum um, bereits 1944 wurde das Gebäude geräumt. Anschließend wurde das ehemalige Schulgebäude als Lazarett genutzt.
Bis 1994 stand das Schulgebäude unter sowjetischer Nutzung, zunächst noch als Lazarett und später wieder als Schule. Bereits 1949 ist die kommunale Berufsschule „Alexander Puschkin“ eingerichtet worden. Erst seit 1994 wird das Gebäude in der Puschkinstraße wieder als Gymnasium genutzt. Heute wird in dem Schulgebäude die Sekundarstufe II (Jahrgänge elf und zwölf) und teilweise auch zehnte Klassen unterrichtet. Das Haus II für die Klassenstufen sieben bis zehn befindet sich in der Wilsnacker Straße.

## Schülerzeitung
Die Schülerzeitung hat am Gottfried-Arnold-Gymnasium Perleberg eine lange Tradition. Bereits 1996 erschien die erste und vorerst letzte Druckausgabe einer Zeitung aus Schülerhand, damals unter dem Namen „Querdenker“. Zehn Jahre später wurde die Schülerzeitung „Der Arnold“ am Perleberger Gymnasium gegründet. Es blieb bei wenigen Exemplaren. Seit dem 1. Dezember 2009 gibt es die „GAG-Times“ an der Schule. Geführt von Schülern entstanden zehn Druckausgaben.
Im Jahr 2013 haben die damaligen Schüler beschlossen, aus schulischen Gründen mit der Schülerzeitung aufzuhören. Achtklässler holten sich die Tageszeitung „Der Prignitzer“ an die Seite, damit die GAG-Times weiter existieren kann. 2013 wurde Marcus J. Pfeiffer Chefredakteur der Zeitung. Es entstanden drei weitere Druckausgaben. Im April 2013 startete die Facebook-Seite der Schülerzeitung. Im Schuljahr 2013/2014 haben sich wieder die Schüler entschieden, aus schulischen Gründen, mit der Schülerzeitung aufzuhören. Der damalige Chefredakteur konnte erneut ein neues Redaktionsteam auf die Beine stellen.
Im Juni 2014 erschien die letzte Druckausgabe. Aufgrund des zu hohen Aufwands im Verkauf und Drucks wurde beschlossen, eine reine Online-Schülerzeitung weiterzuführen, vorerst ausschließlich über Facebook. So konnte die Schülerzeitung aktuell und kostenlos berichten. Am 19. März ging schließlich der Blog der GAG-Times online. Im Schuljahr 2015/2016 fand sich nochmals eine Redaktion aus Siebt- und Achtklässlern unter der Leitung von Marcus J. Pfeiffer zusammen.
Am 21. März wurde die Redaktion beim Schülerzeitungswettbewerb des Landes Brandenburg im Schuljahr 2015/2016 als „Beste Onlineschülerzeitung des Landes Brandenburg“ ausgezeichnet und bekam im Plenarsaal des brandenburgischen Landtags in Potsdam einen Sonderpreis durch die Landespressekonferenz überreicht. Am 15. September 2016 durften die Redaktionsmitglieder im Zuge der Auszeichnung im Publikum des ZDF Morgenmagazins im Berliner Hauptstadtstudio live mit dabei sein. Im Anschluss fand ein Interview mit Moderator Mitri Sirin statt.

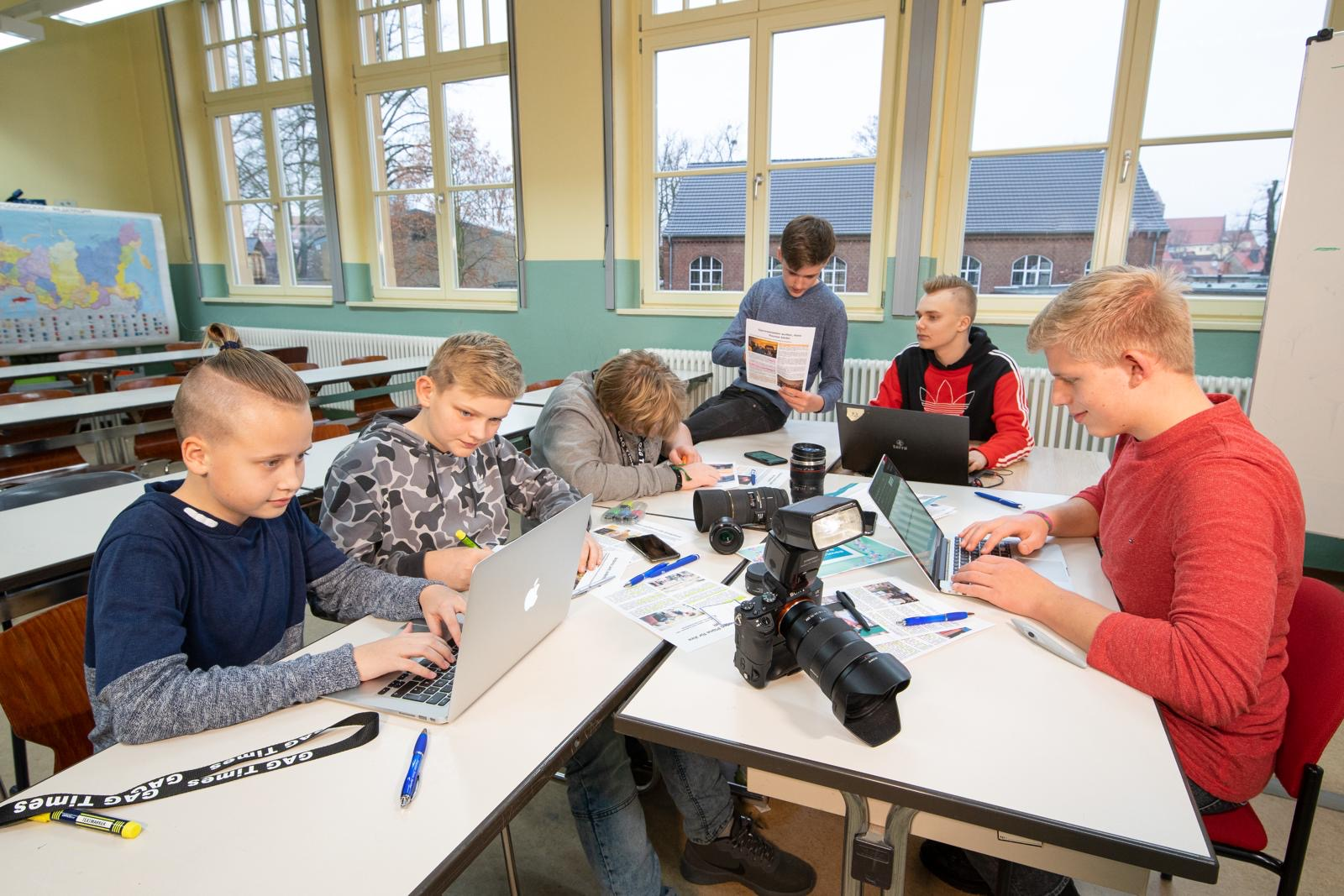
Die Redaktion der Schülerzeitung bei der Arbeit. (Bild: Philipp Falkenhagen und Jonas Wieck)

Am 22. September 2016 startete die Schülerzeitung im Ganztag des Gottfried-Arnold-Gymnasiums ins nächste Schuljahr. Neue Schüler konnten sich für das Angebot begeistern und wirkten ab sofort aktiv als Redakteure mit. Im Schuljahr 2017/2018 haben die Redakteure den Blog der Schülerzeitung mit der Schulhomepage verknüpft. So gibt es fortan eine Seite mit allen Informationen und Berichten. Die Prignitzer Presse Agentur übernahm die logistische, technische und ausbilderische Leitung der GAG-Times. Kurz darauf wurde Philipp Falkenhagen Chefredakteur der Schülerzeitung, der seitdem die redaktionelle Arbeit fortführt. Das Schulmusical 2019/20, „Becky Sharp“, begleitete die Schülerzeitung ab Juni 2019 mit einem Newsletter, regelmäßigen Pressemitteilungen und Fotografien von den Auftritten. Im Dezember 2019 feierte die Schülerzeitung ihr zehnjähriges Bestehen unter dem Namen „GAG-Times“. Im März konnte die letzte Aufführung des Schulmusicals wegen des Coronaviruses nicht stattfinden, aus diesem Anlass veranstaltete die Onlinezeitung einen Livestream mit der Aufzeichnung der Premiere aus dem September 2019.

## Schülervertretung
Schon seit Jahren legt die Schule einen besonderen Wert auf eine demokratische Schulpolitik. Alle zwei Jahre haben alle Schüler die Möglichkeit ihre Schülervertretung im Rahmen einer Schülervollversammlung zu wählen. Regelmäßige Versammlungen und die ständige Kommunikation zu den ebenfalls gewählten Elternvertretern, den Lehrern und der Schulleitung sorgen für eine harmonische und basisdemokratische Schulpolitik. Seit dem Schuljahr 2017/18 fungiert Jeremias Telschow als Schülersprecher. Im Schuljahr 2019/20 wurde seine Amtszeit durch Wahlen in der ersten Schülervollversammlung verlängert. Zudem wurden mit dieser Wahl Edgar Stütz und Philipp Falkenhagen zu seinen Stellvertretern gewählt. Zuletzt bekam das Dreiergespann großen Zuspruch von Politik, Lehrern und Schülern, durch ihre öffentlichen Forderungen an das Bildungsministerium, die schulischen Strukturen während der Covid-19-Pandemie besser anzupassen.

## Schulchor

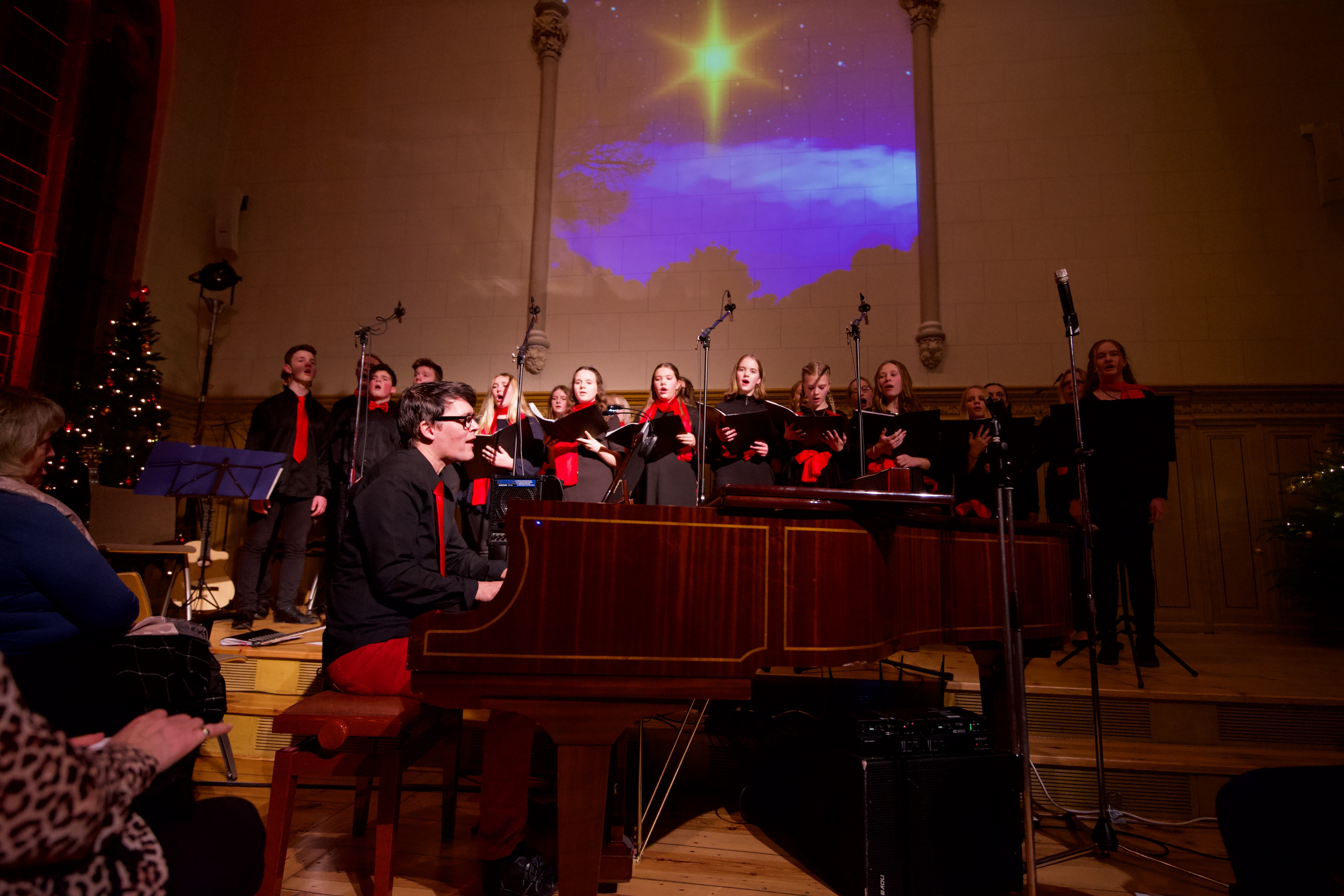
Der Chor, unter der Leitung von Frank Wedel, während des Auftrittes beim Weihnachtskonzert 2019.

Seit der Schulgründung vor 25 Jahren gibt es einen Schulchor an der Schule. Zu einem der ersten Auftritte zählt die Feierlichkeit zur Namensgebung des Gottfried-Arnold-Gymnasiums in der St.-Jacobi-Kirche. Zur Jahrtausendwende entstand die eigens arbeitende Schülergruppe „SongSouci“. Die jungen Musiker hatten viele Auftritte und holten einige Preise an der Schule. Mit der Zeit entstanden einige Traditionen beim Schulchor, darunter das alljährliche Weihnachts- und Sommerkonzert, auf denen der Chor die Ergebnisse der Arbeit aus den letzten Wochen und Monaten präsentiert. Geleitet wird der Chor durch Musiker Frank Wedel. Der Chor trifft sich traditionell wöchentlich am Mittwoch, um gemeinsam zu musizieren. Seit dem Schuljahr 2019/20 erhält die Gruppe zusätzlich Unterstützung durch Musiklehrer Felix Mundt.

## Schulmusicals
Nach den ersten drei erfolgreichen Schulmusicals, „Joseph“, „Rats“ und „Linie 1“ präsentierte das Perleberger Gymnasium im Schuljahr 2019/20 das Schulmusical „Becky Sharp“. In Kooperation mit der Kreismusikschule, der Stadt Perleberg und weiteren Mitwirkenden wurde das Musical, mit dem Förderverein als Veranstalter, realisiert. Renè Hill übte mit den Schülern das Schauspiel, Katharina Fährmann entwickelte die Choreografie, Birgit Bockler begleitete die Solisten und Frank Wedel formte den Chor. Instrumental wurde das Vorhaben durch ein eigens gegründetes Orchester unter der Leitung von Petko Petkov unterstützt.

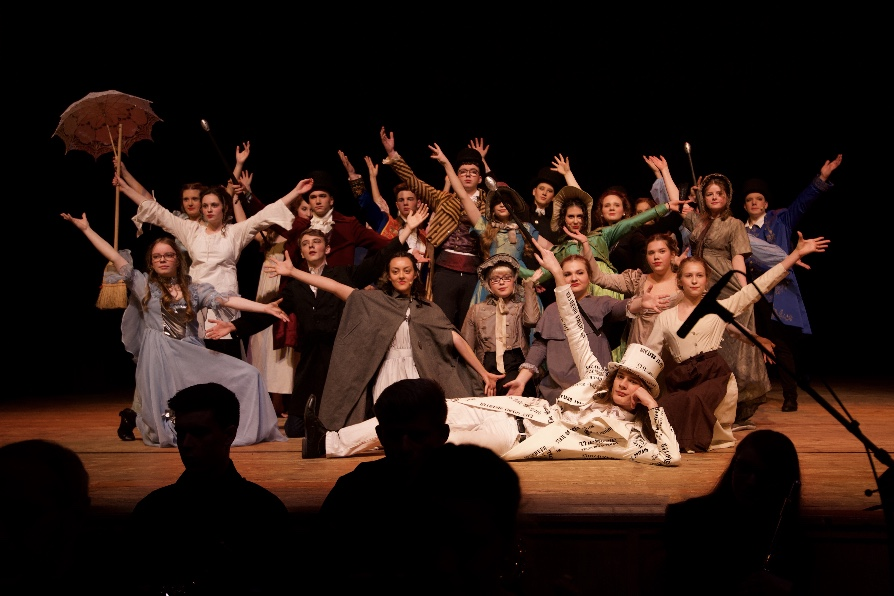
Die Choreographie zum Tanz "London" während der Aufführung im Wittenberger Kulturhaus.

„Das Musical von Claus Martin basiert auf dem Roman „Vanity Fair“, zu Deutsch „Jahrmarkt der Eitelkeiten“ von William Makepeace Thackeray aus dem Jahr 1849. Die Handlung spielt in London im Jahr 1810. Becky Sharp hat alles, was man sich wünschen kann: Sie ist jung, schön und klug. Leider fehlen ihr jedoch gesellschaftliche Beziehungen und der notwendige Adelstitel. Ausgestattet mit nichts als Talent versucht sie, in der Londoner High Society Karriere zu machen. Nachdem ihr mehrere Versuche, mithilfe einer vorteilhaften Heirat aufzusteigen, misslungen sind, beschließt sie, auf der Jagd nach Erfolg andere Wege einzuschlagen. Und je skrupelloser sie wird, desto erfolgreicher wird sie. Gier, Neid, Eifersucht und Eitelkeit sind die entscheidenden Triebfedern in diesem bösartigen Gesellschaftsgemälde aus dem 19. Jahrhundert und machen so das anstehende Schulmusical aspektreich, aber auch anspruchsvoll.“

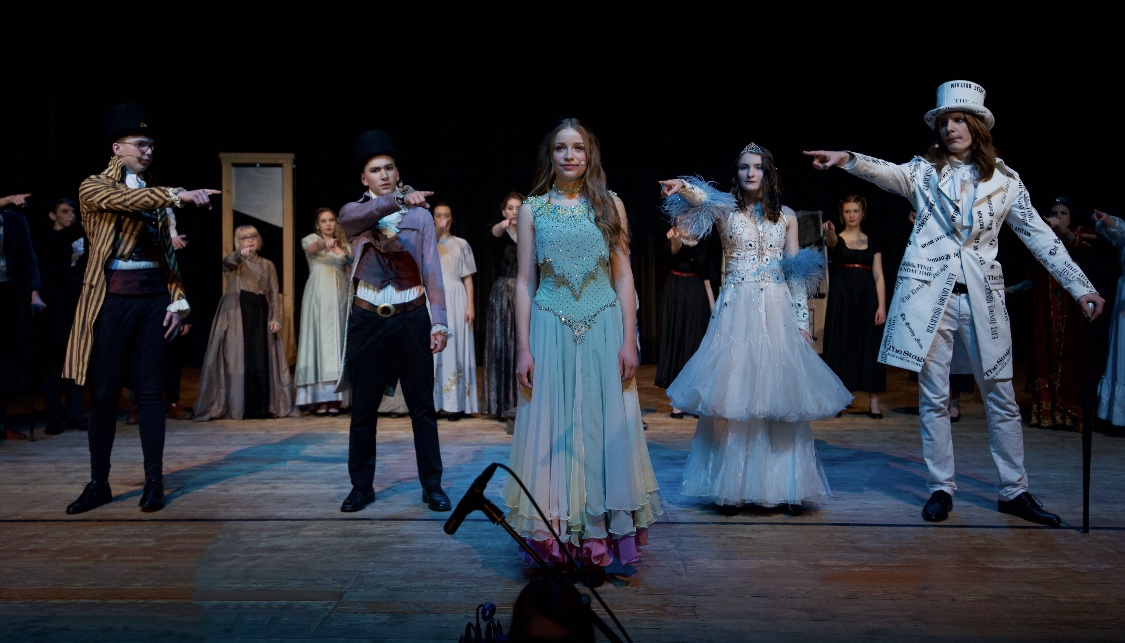
Die finale Szene des Musicals während der Aufführung im Wittenberger Kulturhaus.

Im September besuchten mehr als 500 Zuschauer die Premiere des Schulmusicals „Becky Sharp“ in der Perleberger Rolandhalle. Dort eröffneten die Schüler das Perleberger Stadtfest „Feuer und Flamme“. Anfang Februar fand eine weitere Aufführung im Wittenberger Kulturhaus statt, bei der die Besucherzahlen ähnlich groß waren. Am 21. März sollte das Schulmusical des mit der Aufführung im Pritzwalker Kulturhaus sein Finale finden. Leider konnte die Aufführung durch die Auswirkungen der COVID-19-Pandemie auf Rat des Gesundheitsamtes nicht stattfinden. Dafür gab es jedoch eine Aufführung im Netz, die sich großem Interesse erfreute. Live wurde das Musical von circa 1000 Zuschauern verfolgt.

## Förderverein
Zurzeit hat der Förderverein des Perleberger Gottfried-Arnold-Gymnasiums ca. 120 Mitglieder. Durch deren Mitgliedsbeiträge werden jährlich etwa 40 Prozent der erforderlichen Geldmenge abgedeckt. Der Rest wird durch Spenden finanziert. Beispiele für Investitionen des Fördervereins sind:

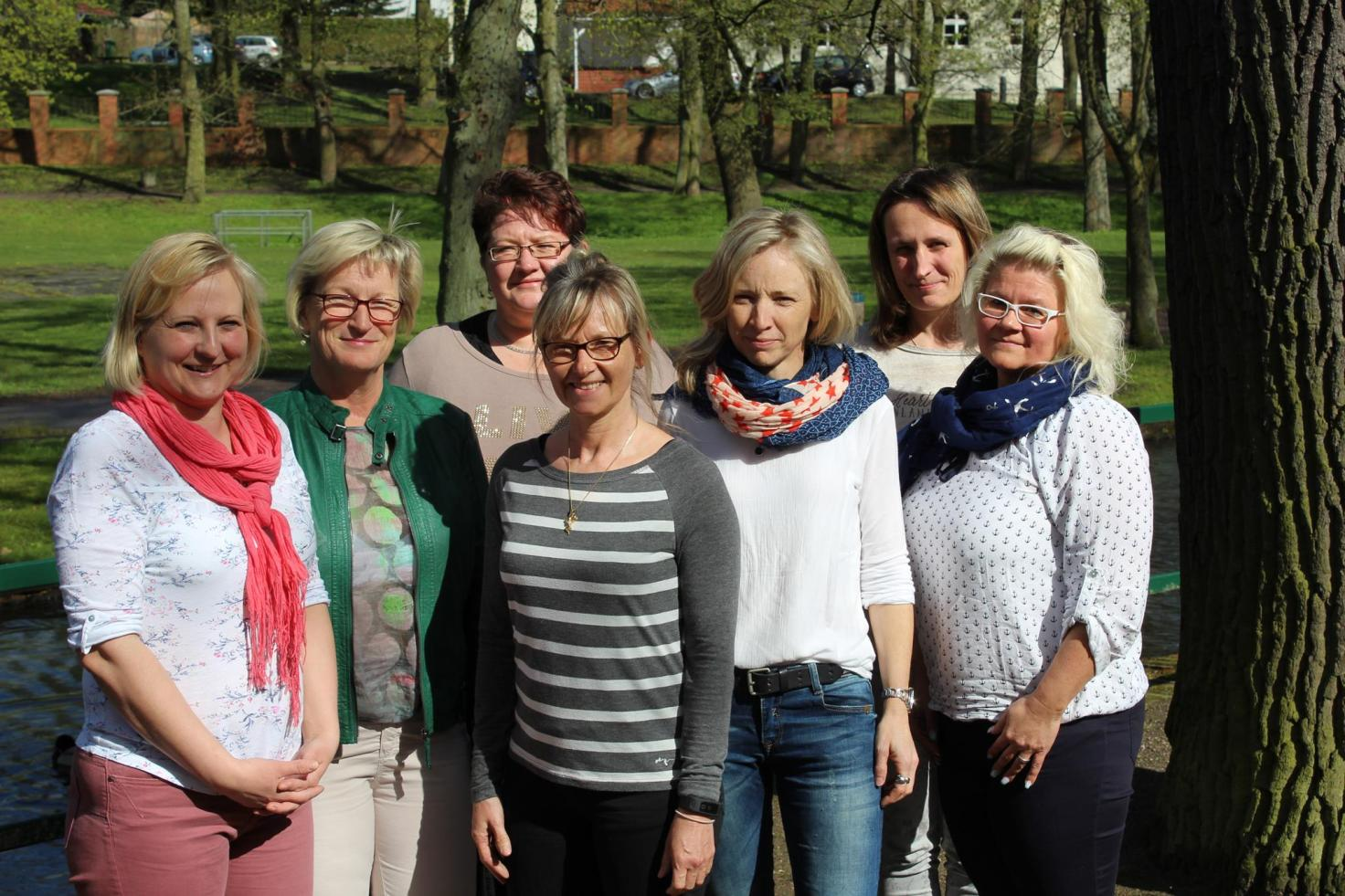
Der Vorstand des Fördervereins am Gottfried-Arnold-Gymnasium (v.l.n.r): Janine Lammers, Marion Krieg, Andrea Reinbothe, Silvia Buss, Jeanette Telschow, Kornelia Britz, Doreen Runge.

- Unterstützung von Klassen- und Auslandsfahrten
- Finanzierung von Startgeldern für Wettbewerbe
- Vergabe von Auszeichnungen am Schuljahresende für einzelne Schüler und ganze Klassen
- Unterstützung des Chors als öffentlicher Repräsentant des Gymnasiums, z. B. Durchführung von Weihnachts- und Schulkonzerten zusammen mit den schuleigenen Instrumentalgruppen